# Castelnau-Durban
Castelnau-Durban är en kommun i departementet Ariège i regionen Occitanien i södra Frankrike. Kommunen ligger  i kantonen Saint-Girons som ligger i arrondissementet Saint-Girons. År 2022 hade Castelnau-Durban 458 invånare.

## Befolkningsutveckling
Antalet invånare i kommunen Castelnau-Durban
Referens: INSEE